# Bitva u Seneffe
Bitva u Seneffe se odehrála 11. srpna 1674 a skončila spíše nerozhodně. Francouzská vojska vedl Velký Condé a nizozemsko-říšsko-španělská Vilém III. Oranžský.
Během francouzsko-nizozemské války vedl Vilém III. spojeneckou armádu jižním Nizozemím na území severní Francie. Francie tuto oblast bránila armádou pod velením Velkého Condé. Obě vojska manévrovala pět týdnů, aniž by došlo ke střetu. Ale 10. srpna se Vilém III. rozhodl zamířit přímo na Paříž, aby donutil svého soupeře k boji.
Condé vyslal oddíl 500 jezdců, aby zaměstnal nizozemský předvoj poblíž vesnice Seneffe, čímž zastavil postup Stadtholdera. Mezitím se Condé pokusil obklopit se svými 45 000 muži 60 000 nepřátelských vojáků.
Jezdcům se podařilo udržet nizozemský předvoj zaměstnaný, ale obklíčení všech hlavních spojeneckých sil se nezdařilo. Po deseti hodinách bylo více než 8 000 lidí mrtvých. Condé ztratil 8,000 mrtvých či raněných a Vilém III. Oranžský 11 000. Obě vojska ustoupila z bitevního pole a obě si nárokovala vítězství, přestože byla bitva nerozhodná. Francouzi dosáhli strategického cíle zabránit spojencům v postupu do Francie a taktického dosažením nižších vlastních ztrát než nepřátelských (absolutně i relativně). Nepodařilo se jim však spojeneckou armádu rozdrtit.